# Lion de Coy
Le Lion de Coy est une sculpture de lion en pierre blanche (calcaire), également connue sous le nom de Biche de Coy.

## Description
La pièce du IVe siècle av. J.-C. trouvée dans la nécropole ibérique de La Fuentecica del Tío Carrulo par Santos Sánchez Valera. C. trouvée dans la nécropole ibérique de La Fuentecica del Tío Carrulo par Santos Sánchez Valera (Coy, Lorca) ; elle devait faire partie d'un monument ibérique du type connu sous le nom de "Pilar Estela", composé d'un podium à deux ou trois marches et d'un pilier central supportant un chapiteau et, sur celui-ci, la figure d'un animal de la mythologie ibérique de l'époque. Le lion est représenté assis, la tête en avant et les pattes avant tendues vers l'avant. Le corps volumineux est animé par de grandes incisions qui marquent les côtes et la cage thoracique.

## Fonction
Quant à leur fonction, on ne sait pas exactement pourquoi ce type de sculpture a été réalisé. La plus répandue est leur relation avec le monde funéraire, ils seraient en quelque sorte les "gardiens des tombes". Ils peuvent également être un symbole de force, de puissance, de prestige et de pouvoir personnel.

## Symbologie
La statuaire animalière ibérique reflète des animaux réels (lions et taureaux pour la plupart) ou symboliques (sphinx, griffons), qui sont les fameuses bichas, appelées ainsi par les habitants du lieu où elles sont apparues. Leur typologie est connue dans les territoires limitrophes de la Méditerranée orientale et on leur attribue un caractère sacré en tant que protecteurs de l'homme, tant des vivants que des défunts, leur aire d'expansion correspondant au secteur ibérique du sud de la péninsule ibérique, selon les données disponibles à ce jour.
Ce type de monument est fréquent dans le sud-est, notamment dans les provinces d'Alicante, d'Albacete, du sud de Valence et de Murcie, et se trouve dans les nécropoles situées le long des routes.
La sculpture est actuellement conservée au musée d'archéologie de Murcie et constitue l'une des pièces les plus précieuses du musée.
Une reconstitution et une miniature sont exposées au musée archéologique municipal de Lorca, dans le centre d'interprétation ethnologique et archéologique de Coy.